# Cenon-sur-Vienne
Cenon-sur-Vienne és un municipi francès situat al departament de la Viena i a la regió de la Nova Aquitània. L'any 2007 tenia 1.822 habitants.

## Demografia

### Població
El 2007 la població de fet de Cenon-sur-Vienne era de 1.822 persones. Hi havia 772 famílies de les quals 192 eren unipersonals (80 homes vivint sols i 112 dones vivint soles), 288 parelles sense fills, 248 parelles amb fills i 44 famílies monoparentals amb fills.
La població ha evolucionat segons el següent gràfic:
Habitants censats

### Habitatges
El 2007 hi havia 814 habitatges, 773 eren l'habitatge principal de la família, 20 eren segones residències i 21 estaven desocupats. 788 eren cases i 23 eren apartaments. Dels 773 habitatges principals, 574 estaven ocupats pels seus propietaris, 192 estaven llogats i ocupats pels llogaters i 7 estaven cedits a títol gratuït; 22 tenien dues cambres, 148 en tenien tres, 266 en tenien quatre i 337 en tenien cinc o més. 609 habitatges disposaven pel capbaix d'una plaça de pàrquing. A 306 habitatges hi havia un automòbil i a 413 n'hi havia dos o més.

### Piràmide de població
La piràmide de població per edats i sexe el 2009 era:
| Homes | Edats   | Dones |
| ----- | ------- | ----- |
| 0     | 95 o +  | 0     |
| 0     | 90 a 94 | 8     |
| 12    | 85 a 89 | 12    |
| 4     | 80 a 84 | 12    |
| 12    | 75 a 79 | 20    |
| 28    | 70 a 74 | 36    |
| 44    | 65 a 69 | 36    |
| 32    | 60 a 64 | 40    |
| 56    | 55 a 59 | 36    |
| 68    | 50 a 54 | 68    |
| 64    | 45 a 49 | 64    |
| 68    | 40 a 44 | 76    |
| 108   | 35 a 39 | 120   |
| 56    | 30 a 34 | 56    |
| 68    | 25 a 29 | 60    |
| 48    | 20 a 24 | 52    |
| 60    | 15 a 19 | 40    |
| 88    | 10 a 14 | 84    |
| 68    | 5 a 9   | 84    |
| 60    | 0 a 4   | 36    |

## Economia
El 2007 la població en edat de treballar era de 1.195 persones, 896 eren actives i 299 eren inactives. De les 896 persones actives 824 estaven ocupades (425 homes i 399 dones) i 72 estaven aturades (34 homes i 38 dones). De les 299 persones inactives 139 estaven jubilades, 102 estaven estudiant i 58 estaven classificades com a «altres inactius».

### Ingressos
El 2009 a Cenon-sur-Vienne hi havia 759 unitats fiscals que integraven 1.864 persones, la mediana anual d'ingressos fiscals per persona era de 18.962 €.

### Activitats econòmiques
Dels 38 establiments que hi havia el 2007, 1 era d'una empresa alimentària, 1 d'una empresa de fabricació de material elèctric, 1 d'una empresa de fabricació d'altres productes industrials, 6 d'empreses de construcció, 10 d'empreses de comerç i reparació d'automòbils, 3 d'empreses d'hostatgeria i restauració, 1 d'una empresa d'informació i comunicació, 1 d'una empresa financera, 4 d'empreses de serveis, 6 d'entitats de l'administració pública i 4 d'empreses classificades com a «altres activitats de serveis».
Dels 12 establiments de servei als particulars que hi havia el 2009, 2 eren tallers de reparació d'automòbils i de material agrícola, 2 paletes, 2 guixaires pintors, 2 fusteries, 1 lampisteria, 1 perruqueria, 1 restaurant i 1 saló de bellesa.
Dels 5 establiments comercials que hi havia el 2009, 1 era una botiga de més de 120 m², 1 una fleca, 1 una carnisseria, 1 una llibreria i 1 una floristeria.
L'any 2000 a Cenon-sur-Vienne hi havia 6 explotacions agrícoles.

## Equipaments sanitaris i escolars
El 2009 hi havia 1 farmàcia i 1 ambulància.
El 2009 hi havia 1 escola maternal i 1 escola elemental.

## Poblacions més properes
El següent diagrama mostra les poblacions més properes.